# Baron Revelstoke

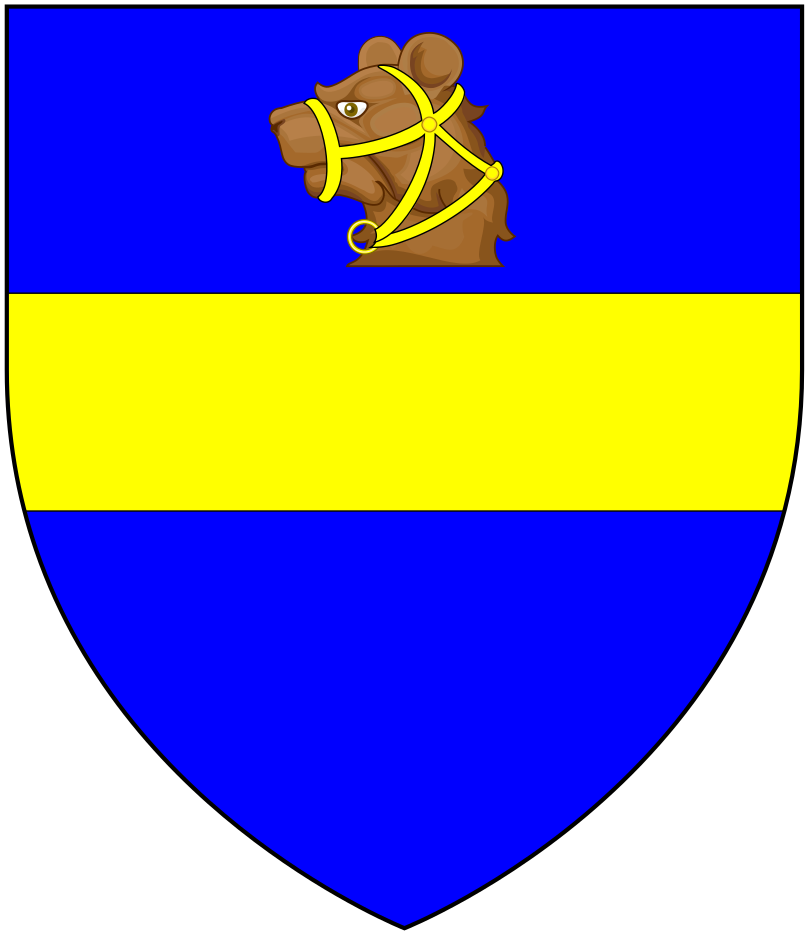
Wappen der Barone Revelstoke

Baron Revelstoke, of Membland in the County of Devon, ist ein erblicher britischer Adelstitel in der Peerage of the United Kingdom.

## Verleihung
Der Titel wurde am 30. Juni 1885 dem Londoner Bankier Edward Baring verliehen. Diese war Direktor der Bank of England, Senior Partner der Barings Bank und Angehöriger der Bankiers-Familie Baring.
Heutiger Titelinhaber ist seit 2012 dessen Ur-urenkel Alexander Baring als 7. Baron.

## Liste der Barone Revelstoke (1885)
- Edward Baring, 1. Baron Revelstoke (1828–1897)
- John Baring, 2. Baron Revelstoke (1863–1929)
- Cecil Baring, 3. Baron Revelstoke (1864–1934)
- Rupert Baring, 4. Baron Revelstoke (1911–1994)
- John Baring, 5. Baron Revelstoke (1934–2003)
- James Baring, 6. Baron Revelstoke (1938–2012)
- Alexander Baring, 7. Baron Revelstoke (* 1970)

Titelerbe (Heir Presumptive) ist der Bruder des jetzigen Barons, Hon. Thomas James Baring (* 1971).